# シャン州民族軍
シャン州民族軍 (シャンしゅうみんぞくぐん、シャン語:  တပ်ႉသိုၵ်းၸိူဝ်ႉၸၢတ်ႈၸိုင်ႈတႆး、ビルマ語: ရှမ်းပြည် အမျိုးသား တပ်မတော်、英語: Shan State National Army、略称: SSNA) はかつて存在したシャン族の反政府武装勢力である。司令官はカンヨートであった。

## 歴史

### 背景
1995年6月、シャン州・ライカでシャン民族主義者とクンサー率いるモン・タイ軍(MTA)の中国系士官との対立が発生した。

### SSNAの結成
1995年7月7日、シャン州民族軍がMTAの不満分子により結成された。SSNAは、MTAがシャン族の民族自決を軽視し、中国からミャンマーへの麻薬を密売することに重点を置きすぎていると批判した。司令官2人と兵士500人はMTAからの分裂を決定した。
1995年9月までに、さらに約2,000人がSSNAに加わり、ホーモンのMTA本部を離れ、シッポーに拠点を構えた。モン・タイ軍は最終的に政府軍に降伏し、大量の脱走兵を出して解散した。SSNAは1995年12月、「紳士協定」により軍事政権と停戦した。
SSNAはシャン州軍 (北)とシャン州平和評議会を設立した。これにシャン州軍 (南)を加える形で3組織合同の政治部門「シャン州民族機構」および軍事部門「シャン州軍」を創設することが1996年9月の協議で決定した。しかしながら、統合に向けた進展はないまま終わった。また、1997年にはシャン州民族機構の枠組みで軍事政権に対して停戦交渉を行おうとしたが、シャン州軍 (南)についてはモン・タイ軍の降伏によって解決済みであり、これ以上の交渉の余地はないと拒絶された。

### 2005年のミャンマー軍の攻撃
2005年4月、ミャンマー軍とワ州連合軍はSSNA本部に対して合同作戦を行い、指導者の多くを逮捕した。2005年4月11日と5月19日、SSNAの2個旅団が国軍から作戦地域を引き渡すよう指示された後、投降・武装解除した。この作戦の後、SSNA司令官サイ・イーと5,000〜6,000人の兵士がヨートスック率いるシャン州軍 (南) (SSA-S)に加わった。

## 解散
SSNAは指導者が次々と収監され、2005年5月に投降、武装解除ないしシャン州軍 (南) (SSA-S) に合流することとなった。
- 第1旅団 - 武装解除[14]
- 第6旅団 - SSA-Sに合流
- 第9旅団 - SSA-Sに合流
- 第11旅団（司令官：ウ・カンナ） - 武装解除[15]
- 第16旅団 - SSA-Sに合流
- 第19旅団 - 武装解除

### 英語文献
- Heppner, Kevin (2002). “My gun was as tall as me”: child soldiers in Burma. Human Rights Watch. ISBN 9781564322791
- Jolliffe, Kim (2015). Ethnic Armed Conflict and Territorial Administration in Myanmar (PDF) (Report). Yangon: Asia Foundation. 2024年2月21日閲覧。
- McCartan, Brian; Jolliffe, Kim (2016). Ethnic armed actors and justice provision in Myanmar (PDF) (Report). Yangon: Asia Foundation. 2024年2月9日閲覧。
- Meehan, Patrick (2016). The political economy of the opium/heroin trade in Shan state, Myanmar, 1988-2012 (Ph.D. thesis). SOAS University of London. doi:10.25501/SOAS.00022807。
- Risser, Gary; Oum Kher; Sein Htun (2003). Running the Gauntlet: The Impact of Internal Displacement in Southern Shan State. Bangkok: Humanitarian Affairs Research Project. ISBN 9789749190258
- Smith, Martin (1999). Burma: Insurgency and the Politics of Ethnicity. Dhaka: University Press. ISBN 9781856496605